# Nagre Gagarche
Nagre Gagarche (nep. नाग्रे गगर्चे) – gaun wikas samiti w środkowej części Nepalu w strefie Bagmati w dystrykcie Kavrepalanchok. Według nepalskiego spisu powszechnego z 2001 roku liczył on 480 gospodarstw domowych i 2604 mieszkańców (1311 kobiet i 1293 mężczyzn).